# آوگان‌جیک (خواجه‌لار)
آوگان‌جیک (به ترکی استانبولی: Avgancık) یک منطقهٔ مسکونی در ترکیه است که در هوجالار واقع شده‌است.